# Dekanat nowowilejski
Dekanat nowowilejski – jeden z 9 dekanatów archidiecezji wileńskiej na Litwie. Składa się z 15 parafii, 18 kościołów i 7 kaplic.

## Lista parafii
| Lp | Miejscowość / parafia                                                          | Proboszcz / administrator | Kościół                                                                   | Zdjęcie |
| -- | ------------------------------------------------------------------------------ | ------------------------- | ------------------------------------------------------------------------- | ------- |
| 1  | Balingródek Parafia Opatrzności Bożej                                          |                           | Kościół Opatrzności Bożej w Balingródku                                   |         |
| 2  | Bezdany Parafia Matki Bożej Ostrobramskiej Matki Miłosierdzia                  |                           | Kościół Matki Bożej Ostrobramskiej Matki Miłosierdzia w Bezdanach         |         |
| 3  | Bujwidze Parafia św. Jerzego                                                   |                           | Kościół św. Jerzego w Bujwidzach                                          |         |
|    | Pryciuny                                                                       |                           | Kaplica św. Ignacego w Pryciunach                                         |         |
| 4  | Ławaryszki Parafia św. Jana Chrzciciela                                        |                           | Kościół św. Jana Chrzciciela w Ławaryszkach                               |         |
|    | Kiena                                                                          |                           | Kościół Matki Bożej Ostrobramskiej w Kienie                               |         |
|    | Mościszki                                                                      |                           | Kaplica Matki Bożej Królowej Rodzin w Mościszkach                         |         |
| 5  | Miedniki Królewskie Parafia Trójcy Przenajświętszej i św. Kazimierza           |                           | Kościół Trójcy Przenajświętszej i św. Kazimierza w Miednikach Królewskich |         |
| 6  | Mickuny Parafia Wniebowzięcia Najświętszej Maryi Panny                         |                           | Kościół Wniebowzięcia Najświętszej Maryi Panny w Mickunach                |         |
| 7  | Niemenczyn Parafia św. Michała Archanioła                                      |                           | Kościół św. Michała Archanioła w Niemenczynie                             |         |
|    | Antowilia                                                                      |                           | Kaplica Domu Opieki Świętej Rodziny w Antowilii                           |         |
| 8  | Niemież Parafia św. Rafała Kalinowskiego                                       |                           | Kościół św. Rafała Kalinowskiego w Niemieży                               |         |
| 9  | Rudomino Parafia Najświętszej Maryi Panny Matki Dobrej Rady                    |                           | Kościół Najświętszej Maryi Panny Matki Dobrej Rady w Rudominie            |         |
|    | Czarny Bór                                                                     |                           | Kościół bł. Michała Sopoćki w Czarnym Borze                               |         |
|    | Skojdziszki                                                                    |                           | Kaplica św. Faustyny Apostołki Bożego Miłosierdzia w Skojdziszkach        |         |
| 10 | Rukojnie Parafia św. Michała Archanioła                                        |                           | Kościół św. Michała Archanioła w Rukojniach                               |         |
|    | Dobromyśl                                                                      |                           | Kaplica w Dobromyślu                                                      |         |
| 11 | Sużany Parafia św. Feliksa de Valois                                           |                           | Kościół św. Feliksa de Valois w Sużanach                                  |         |
|    | Skierlany                                                                      |                           | Kaplica w Skierlanach                                                     |         |
| 12 | Szumsk Parafia św. Michała Archanioła                                          |                           | Kościół św. Michała Archanioła w Szumsku                                  |         |
|    | Kowalczuki                                                                     |                           | Kościół Miłosierdzia Bożego w Kowalczukach                                |         |
| 13 | Wilno (Nowa Wilejka) Parafia św. Kazimierza                                    | ks. Eigantas Rudokas      | Kościół św. Kazimierza w Nowej Wilejce                                    |         |
| 14 | Wilno (Nowa Wilejka) Parafia Najświętszej Maryi Panny Królowej Pokoju          | ks. Edward Kirstukas      | Kościół Najświętszej Maryi Panny Królowej Pokoju w Nowej Wilejce          |         |
|    | Wieluciany                                                                     |                           | Kaplica Jezusa Chrystusa Dobrego Pasterza w Wielucianach                  |         |
| 15 | Wilno (Górna Kolonia) Parafia Chrystusa Króla i św. Teresy od Dzieciątka Jezus |                           | Kościół Chrystusa Króla i św. Teresy od Dzieciątka Jezus w Wilnie         |         |